# MS54
De MS54 is een type treinstel van de NMBS geleverd door La Brugeoise et Nicaise & Delcuve. De treinstellen maakten deel uit van de klassieke motorstellen waarvan er tussen 1939 en de jaren 1970 ongeveer 500 op het spoor verschenen.
Nummer 050 is vernummerd naar 062 nadat de originele 062 in februari 1971 uitbrandde. Het nummer 050 is vervolgens gebruikt voor het stel MS46.
In 1988 zijn vijftien stellen omgebouwd tot posttrein.
In de jaren 1990 zijn de meeste stellen afgevoerd voor sloop. Een aantal treinstellen van deze serie kreeg een tweede leven bij particuliere spoorwegmaatschappijen in Italië. Treinstel 106 reed rond 2004 als meettrein voor TBL.

## Uiterlijke kenmerken
- Gebogen voorruit
- Verticale schuifvensters die bijna helemaal naar beneden kunnen.

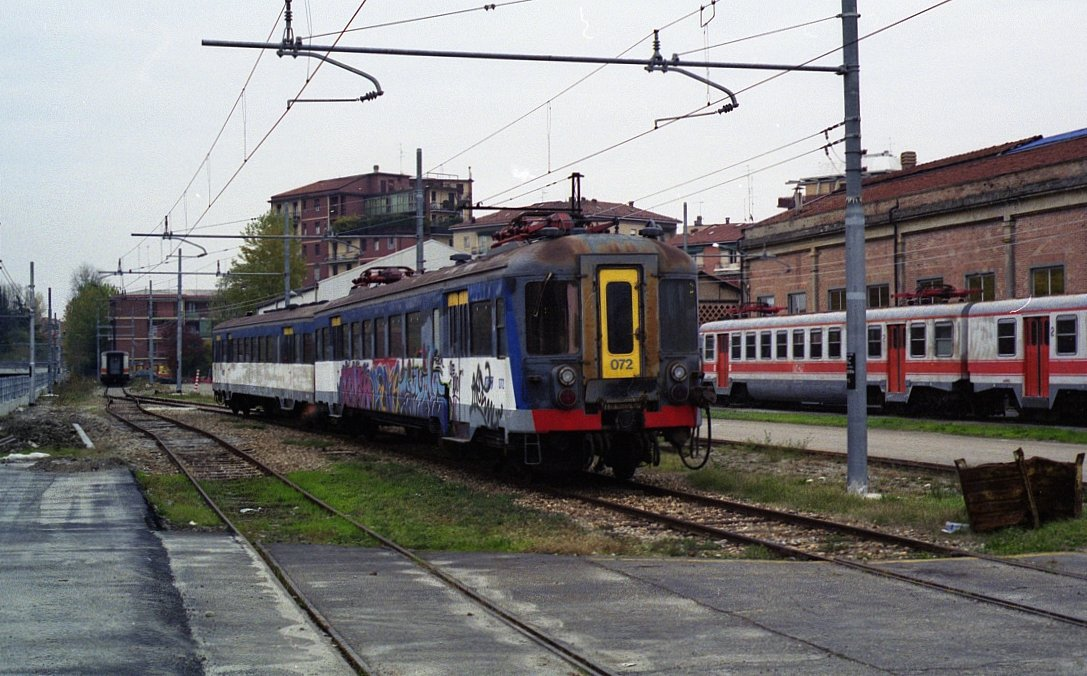
Stel 072 in Italië

Stel 082 is bewaard gebleven en maakt deel uit van de collectie van het Toerisme en Spoorpatrimonium.